# Lauzerte
Lauzerte település Franciaországban, Tarn-et-Garonne megyében. Lakosainak száma 1447 fő (2022. január 1.). Lauzerte Belvèze, Bouloc-en-Quercy, Cazes-Mondenard, Montagudet, Montaigu-de-Quercy, Saint-Amans-de-Pellagal, Sainte-Juliette, Touffailles és Tréjouls községekkel határos.

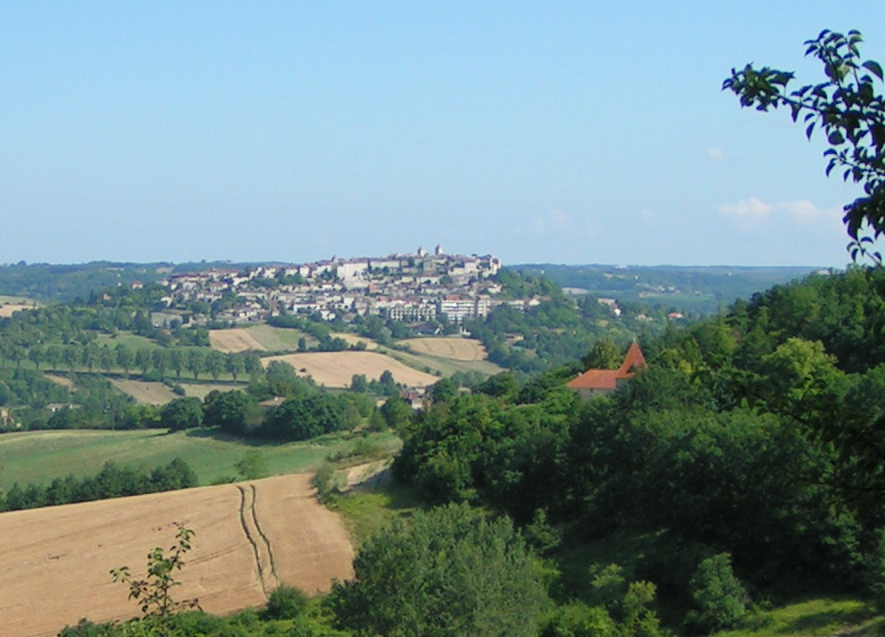

## Népesség
A település népességének változása:
| Lakosok száma | 1479 | 1468 | 1480 | 1454 | 1447 | 1454 | 1453 | 1448 | 1447 |
|               | 2013 | 2015 | 2016 | 2017 | 2018 | 2019 | 2020 | 2021 | 2022 |